# Licker Oszkár
Licker Oszkár (Boica, 1890. január 25. – ?) erdélyi magyar költő, pénzintézeti tisztviselő.

## Életútja
Dévai reáliskolai tanulmányai után 1910-től Bánffyhunyadon, majd 1922-től Kolozsvárt pénzintézeti tisztviselő, közben hét évig orosz hadifogoly (1915–22). Verseit a szibériai Krasznojarszkban szerzett fogságélmények ihlették. Az itteni fogolytáborban az első világháború alatt magyar kereskedelmi iskola működött, az iskola anyagi ügyeinek kezelését Licker Oszkár bánffyhunyadi bankfőtisztviselő végezte.

## Verskötete
- Vágyak, vallomások. Versek. Krasznojarszk, Szibéria. 1915–1922 (Kolozsvár, 1922)[2]